# Фоксфилд (Колорадо)
Фоксфилд (енгл. Foxfield) град је у америчкој савезној држави Колорадо.

## Демографија
По попису из 2010. године број становника је 685, што је 61 (-8,2%) становника мање него 2000. године.
| Група             | 2000.       | 2010.       |
| Белци             | 690 (92,5%) | 602 (87,9%) |
| Афроамериканци    | 20 (2,7%)   | 10 (1,5%)   |
| Азијати           | 10 (1,3%)   | 30 (4,4%)   |
| Хиспаноамериканци | 21 (2,8%)   | 26 (3,8%)   |
| Укупно            | 746         | 685         |